# Saint-Amand-Longpré
Saint-Amand-Longpré è un comune francese di 1 237 abitanti situato nel dipartimento del Loir-et-Cher nella regione del Centro-Valle della Loira.

## Storia

### Simboli
Lo stemma comunale riprende il blasone dei primi signori di Saint-Amand nel XII e XIII secolo.

## Società

### Evoluzione demografica
Abitanti censiti